# Noidans-le-Ferroux
Noidans-le-Ferroux là một xã ở tỉnh Haute-Saône trong vùng Bourgogne-Franche-Comté phía đông nước Pháp.